# NFL sezona 1966.
NFL sezona 1966. je 47. po redu sezona nacionalne lige američkog nogometa. 
Sezona je počela 10. rujna 1966. Utakmica za naslov prvaka NFL lige odigrana je 1. siječnja 1967. u Dallasu u Texasu na stadionu Cotton Bowl. U njoj su se sastali pobjednici istočne konferencije Dallas Cowboysi i pobjednici zapadne konferencije Green Bay Packersi. Pobijedili su Packersi rezultatom 34:27 i osvojili svoj 10. naslov prvaka NFL-a. U utakmici za treće mjesto (Playoff Bowlu) Baltimore Coltsi su pobijedili Philadelphia Eaglese 20:14.
Sezona je završila 15. siječnja 1967. Super Bowlom I, utakmicom između Packersa i pobjednika AFL lige Kansas City Chiefsa u kojoj su Packersi pobijedili 35:10.
Sezone 1966. liga je ulaskom Atlanta Falconsa proširena na 15 momčadi. Falconsi su bili pridruženi Istočnoj konferenciji.
Prije početka sezone 1966., NFL i AFL liga su postigle dogovor o spajanju koje će se dogoditi 1970. Do tada, na kraju svake sezone odigrat će se utakmica između osvajača naslova NFL lige i AFL lige, kasnije nazvana Super Bowl. 

## Poredak po divizijama na kraju regularnog dijela sezone
| Istočna konferencija |     |     |     |      |     |     |
| Momčad               | Pob | Por | Ner | %    | P+  | P-  |
| Dallas Cowboys *     | 10  | 3   | 1   | 76,9 | 445 | 239 |
| Cleveland Browns     | 9   | 5   | 0   | 64,3 | 403 | 259 |
| Philadelphia Eagles  | 9   | 5   | 0   | 64,3 | 326 | 340 |
| St. Louis Cardinals  | 8   | 5   | 1   | 61,5 | 264 | 265 |
| Washington Redskins  | 7   | 7   | 0   | 50,0 | 351 | 355 |
| Pittsburgh Steelers  | 5   | 8   | 1   | 38,5 | 316 | 347 |
| Atlanta Falcons      | 3   | 11  | 0   | 21,4 | 204 | 437 |
| New York Giants      | 1   | 12  | 1   | 7,7  | 263 | 501 |

| Zapadna konferencija |     |     |     |      |     |     |
| Momčad               | Pob | Por | Ner | %    | P+  | P-  |
| Green Bay Packers *  | 12  | 2   | 0   | 85,7 | 335 | 163 |
| Baltimore Colts      | 9   | 5   | 0   | 64,3 | 314 | 226 |
| Los Angeles Rams     | 8   | 6   | 0   | 57,1 | 289 | 212 |
| San Francisco 49ers  | 6   | 6   | 2   | 50,0 | 320 | 325 |
| Chicago Bears        | 5   | 7   | 2   | 41,7 | 234 | 272 |
| Detroit Lions        | 4   | 9   | 1   | 30,8 | 206 | 317 |
| Minnesota Vikings    | 4   | 9   | 1   | 30,8 | 292 | 304 |

Napomena: * - pobjednici konferencije, % - postotak pobjeda, P± - postignuti/primljeni poeni

## Doigravanje

### Prvenstvena utakmica NFL-a
- 1. siječnja 1967. Dallas Cowboys - Green Bay Packers 27:34

### Playoff Bowl
- 8. siječnja 1967. Baltimore Colts - Philadelphia Eagles 20:14

### Super Bowl
- 15. siječnja 1967. Green Bay Packers - Kansas City Chiefs 35:10

## Nagrade za sezonu 1966.
- Najkorisniji igrač (MVP) - Bart Starr, quarterback, Green Bay Packers
- Trener godine - Tom Landry, Dallas Cowboys

## Statistika

### Statistika po igračima

#### U napadu
- Najviše jarda dodavanja: Sonny Jurgensen, Washington Redskins - 3209
- Najviše jarda probijanja: Gale Sayers, Chicago Bears - 1231
- Najviše uhvaćenih jarda dodavanja: Pat Studstill, Detroit Lions - 1266

#### U obrani
- Najviše presječenih lopti: Larry Wilson, St. Louis Cardinals  - 10

### Statistika po momčadima

#### U napadu
- Najviše postignutih poena: Dallas Cowboys - 445 (31,8 po utakmici)
- Najviše ukupno osvojenih jarda: Dallas Cowboys - 367,5 po utakmici
- Najviše jarda osvojenih dodavanjem: Dallas Cowboys - 215,9 po utakmici
- Najviše jarda osvojenih probijanjem: Cleveland Browns - 154,7 po utakmici

#### U obrani
- Najmanje primljenih poena: Green Bay Packers - 163 (11,6 po utakmici)
- Najmanje ukupno izgubljenih jarda: St. Louis Cardinals - 249,4 po utakmici
- Najmanje jarda izgubljenih dodavanjem: Green Bay Packers - 139,9 po utakmici
- Najmanje jarda izgubljenih probijanjem: Dallas Cowboys - 84,0 po utakmici

## Vanjske poveznice
- Pro-Football-Reference.com, statistika sezone 1966. u NFL-u
- NFL.com, sezona 1966.